# Tang Tö-sang
 Kínai név: vezetéknév: Tang; utónév: Tö-sang
Tang Tö-sang (kínai nyelven: 唐德尚, az angolban elterjedt írásmód szerint: Tang Deshang; 1991. április 2.) világbajnok kínai súlyemelő.

## Pályafutása
2010 júniusában, a bulgáriai Szófiában rendezett junior vb-n, a 69 kg-osok versenyében, 327 kg-mal a második helyen végzett (szakítás 147 kg, lökés 180 kg). 2011 novemberében, a franciaországi súlyemelő-világbajnokságon, a férfiak 69 kg-os versenyében – összetettben, 341 kg-mal – az első helyen végzett; míg szakításban 155 kg-mal a harmadik, lökésben 186 kg-mal az első helyezést érte el.